# دمینگو پرس
دمینگو پرس (به اسپانیایی: Domingo Pérez, Toledo) یک شهرستان در اسپانیا است که در استان تولدو واقع شده‌است.

## خصوصیات
دمینگو پرس ۱۳ کیلومترمربع مساحت و ۵۵۲ نفر جمعیت دارد و ۴۹۸ متر بالاتر از سطح دریا واقع شده‌است.